# أولمبيك أقبو
أولمبيك أقبو هو نادٍ جزائري محترف لكرة القدم، مقره في أقبو، ولاية بجاية. أُسّس النادي عام 1936، ولونيه الأزرق والأبيض. يلعب النادي حاليًا في الرابطة الجزائرية المحترفة الأولى.

## الأوسمة

### الفريق الأول
- الرابطة الجزائرية المحترفة الثانية (المستوى 2)
  - الفائزون (1) : 2023–24
- ما بين الجهات (المستوى 3)
  - الفائزون (1) : 2022–23 [1]
- الجهوية الأول (المستوى 4)
  - الفائزون (1) : 2021–22 [2]
- الجهوي الثاني (المستوى 6)
  - الفائزون : 2019–20 [3]
- القسم الشرفي (المستوى 7)
  - الفائزون : 2018–19 [4]